# Cmentarzysko w Kiekrzu
Cmentarzysko w Kiekrzu – podkloszowe cmentarzysko zlokalizowane w Kiekrzu (wsi, a nie części Poznania) na terenie obecnego klasztoru Sióstr Matki Bożej Miłosierdzia.

## Pochodzenie
Cmentarzysko powstało w IV okresie epoki brązu i czynne było do wczesnej epoki żelaza. Było największym tego rodzaju obiektem na terenie północno-zachodnich okolic Poznania.

## Historia odkryć
W 1847, podczas wytyczania torowisk linii Kolei Stargardzko-Poznańskiej, natrafiono na pojedyncze popielnice, co dało asumpt dla zorganizowania jednych z pierwszych na terenie Wielkopolski urzędowych ratowniczych badań archeologicznych. Prace te wykonał nadzorca Köhn i szachmajster Gabriel, pod nadzorem mistrza budowlanego Plathnera. Stwierdzono wówczas, że cmentarzysko ma długość około 250-300 metrów i dochodzi do nadjeziornego torfowiska (jezioro Kierskie Małe). Większość grobów skrywała pochówki ciałopalne. Naczynia z prochami odwrócone były dnami do góry (pochówki podkloszowe). Znajdywano w nich przedmioty brązowe, gliniane, m.in. grzechotki. Liczba naczyń w grobach dochodziła do trzynastu. Pierwotnie groby były oznaczone stosami kamieni, które jednak zostały wywiezione przez lokalnych chłopów na potrzeby budowy Twierdzy Poznań. Na zachodnim skraju cmentarzyska znajdowały się dwa okrągłe paleniska z polepą na dnie. Grubość przepalonej struktury (kamienie, popiół, węgiel i polepa) dochodziła do sześciu cali. W czasie ówczesnych prac wykopano około 350 naczyń glinianych, które w większości przekazano do Muzeum Towarzystwa Starożytności w Szczecinie.
Jeszcze w 1847, po nabyciu pola przez majora Endella, wydobył on kolejne przedmioty i część tych obiektów przekazał do Märkisches Museum w Berlinie (w 1912 dwie skrzynie powróciły do Poznania, do Muzeum Cesarza Fryderyka).
W 1887 niemieckie Towarzystwo Historyczne Prowincji Poznańskiej uzyskało od Endella zgodę na dalsze prace poszukiwawcze, które najprawdopodobniej przeprowadzał szef Archiwum Państwowego z Poznania, Rodgero Prümers. Wspomagali go archeolodzy amatorzy (pracownicy kolejowi) – Lauterbach i Collatz – a w ograniczonym zakresie również miejscowy nauczyciel, nazwiskiem Mitzka. Znaleziono wówczas m.in. miecz żelazny, kubek, przęśliki, poroże jelenia, podkowy, ostrogi i liczne fragmenty naczyń. Reprezentowały one kulturę łużycką i pomorską, jak również okres wpływów rzymskich.
W 1901 Endell sprzedał swoje dobra Komisji Kolonizacyjnej, a od niej nabył je Otto Keil, który wraz z synem rozpoczęli kolejne wykopaliska, trwające do 1909, kiedy to sprzedali ziemię Tessenowowi (jego ogrodnik Gallbach natrafił tu na głębokości pół metra na kolejny grób, a zawartość przekazał do Muzeum Cesarza Fryderyka). Po 1918 dobra nabyły siostry zakonne, które dopiero w latach 1930–1935, po rozpoczęciu prac ziemnych, natrafiły na kolejne znaleziska, m.in. szpile brązowe kultury łużyckiej. Epizod ten zakończył badania archeologiczne tego cmentarzyska. Pojedyncze przedmioty znajdowano tu sporadycznie jeszcze do 1998.

## Znaleziska
Na całej przestrzeni badań na cmentarzysku znaleziono przedmioty od epoki kamienia do okresu wpływów rzymskich, a nawet późniejsze, jednak przede wszystkim były to obiekty kultury łużyckiej – kilkaset naczyń całych, bardzo liczne ułomki, wyroby z gliny (grzechotki, poidełko, krążek, ptaszek, róg do picia), wyroby z brązu (obiekt przypominający trzonek łyżki, szpile, kółka i inne niezidentyfikowane odłamki), tzw. serki kamienne oraz bardzo liczne kości ludzkie i zwierzęce.

## Obecnie
Obecnie teren cmentarzyska pokrywa się z obszarem parkowym, na którym poprowadzono Drogę Świętej Faustyny.